# 倒顶螽属
倒顶螽属（学名：Conversifastigia）为螽斯科的一个属。

## 下属物种
本属包括以下物种：
- 嘉氏倒顶螽 Conversifastigia gressitti Liu & Kang, 2008